# Bellesserre
Bellesserre település Franciaországban, Haute-Garonne megyében. Lakosainak száma 110 fő (2022. január 1.). Bellesserre Beaupuy, Le Burgaud, Drudas és Lagraulet-Saint-Nicolas községekkel határos.

## Népesség
A település népességének változása:
| Lakosok száma | 40   | 36   | 33   | 79   | 101  | 114  | 110  | 107  | 105  | 110  |
|               | 1968 | 1982 | 1990 | 2006 | 2013 | 2015 | 2017 | 2019 | 2020 | 2022 |